# Yang Wei
Yang Wei, em chinês simplificado: 杨威, (Xiantao, 8 de fevereiro de 1980) é um ex-ginasta, que competiu em provas de ginástica artística, defendendo a China.
Wei conquistou a medalha de prata no individual geral e a de ouro no evento por equipes nos Jogos de Sydney em 2000. Foi, em 2007, campeão do mundo. No ano seguinte, "unificou" o título ao se tornar campeão olímpico, além de conquistar pela segunda vez o campeonato por equipes.
Yang é ainda bicampeão mundial por equipes e bicampeão mundial do concurso geral. Em maio de 2009, o ginasta anunciou sua aposentadoria do desporto.

## Carreira
Wei iniciou a carreira de ginasta treinando na escola local de Xiantao. Oito anos depois, em sua primeira competição, conquistou cinco medalhas de ouro. Aos dezessete anos, fez sua estreia na categoria sênior nos Jogos Nacionais, no qual foi campeão por equipes. Em 1998, participou do Campeonato Nacional, do qual saiu com a prata no solo, e dos Jogos Asiáticos, no qual conquistou o ouro por equipes e no solo, e a prata no concurso geral. No ano seguinte, fez sua estreia internacional em nível mundial. No Campeonato de Taijin, o atleta, competindo na China, conquistou a primeira colocação por equipes e a terceira na barra fixa.
O ano 2000, Yang iniciou participando do Nacional, no qual subiu pela primeira vez ao pódio do concurso geral, com a prata. Nos Jogos Olímpicos de Sydney, o ginasta, estreante em Olimpíadas aos vinte anos, saiu-se como campeão por equipes e vice-campeão, superado pelo russo Alexei Nemov por 0,013, na disputa geral individual. Em 2001, Wei conquistou sua primeira medalha de ouro no concurso geral, nos Jogos Universitários, no qual ainda foi o medalhista de ouro por equipes e o de prata, no salto. No ano seguinte, o atleta participou de três grandes competições. Na primeira, o Nacional, Yang foi o vitorioso do individual geral pela primeira vez na carreira, além de tornar-se bicampeão nos exercícios de solo. Nos Jogos Asiáticos, o ginasta conquistou o bicampeonato por equipes e o campeonato do individual geral. Nas finais por aparelhos, conquistou o bronze no solo e a prata no salto sobre a mesa. Por fim, no Mundial de Debrecen, na Hungria, sem disputas por equipes, Yang conquistou uma medalha individualmente, o bronze, no salto.
Entre os anos de 2003 e 2007, os maiores êxitos do atleta foram em Mundiais. Yang participou de três edições, permacendo afastado durante 2004 e 2005. Nas que esteve presente, tornou-se tricampeão por equipes, bicampeão do individual geral e campeão nas barras paralelas.
Em 2008, aos 28 anos - considerado já por encerrar a carreira -, competiu nos Jogos Olímpicos de Pequim, nos quais conquistou a segunda vitória por equipes e a primeira medalha de ouro no concurso geral. Nos aparelhos, foi o medalhista de prata nas argolas, superado pelo companheiro de equipe Yibing Chen. Em maio do ano seguinte, sem participar de competições até então, o ginasta anunciou sua aposentadoria do desporto.
Em sua vida pessoal, Yang é casado com a ex-ginasta Yang Yun - agora repórter no CCTV - com quem tem um filho.

## Principais resultados
| Ano  | Evento                                    | AA               | Equipe          | Solo              | Cavalo com alças | Argolas          | Salto sobre o cavalo | Barras paralelas | Barra fixa        |
| ---- | ----------------------------------------- | ---------------- | --------------- | ----------------- | ---------------- | ---------------- | -------------------- | ---------------- | ----------------- |
| 1997 | Jogos Nacionais                           |                  | Medalha de ouro |                   |                  |                  |                      |                  |                   |
| 1998 | Campeonato Nacional Chinês                | 6º               |                 | Medalha de prata  |                  |                  |                      |                  |                   |
| 1998 | Jogos Asiáticos                           | Medalha de prata | Medalha de ouro | Medalha de ouro   |                  |                  |                      |                  |                   |
| 1999 | Campeonato Mundial de Ginástica Artística |                  | Medalha de ouro |                   |                  |                  |                      |                  | Medalha de bronze |
| 2000 | Campeonato Nacional Chinês                | Medalha de prata |                 | Medalha de ouro   |                  |                  |                      |                  |                   |
| 2000 | Jogos Olímpicos                           | Medalha de prata | Medalha de ouro | 4°                |                  | 4°               |                      |                  |                   |
| 2001 | Campeonato Nacional Chinês                | Medalha de ouro  |                 |                   |                  |                  |                      |                  |                   |
| 2002 | Campeonato Nacional Chinês                | Medalha de ouro  |                 | Medalha de ouro   |                  |                  | Medalha de prata     |                  |                   |
| 2002 | Jogos Asiáticos                           | Medalha de ouro  | Medalha de ouro | Medalha de bronze |                  |                  | Medalha de prata     |                  |                   |
| 2003 | Campeonato Mundial de Ginástica Artística | Medalha de prata | Medalha de ouro |                   |                  |                  |                      |                  |                   |
| 2006 | Campeonato Mundial de Ginástica Artística | Medalha de ouro  | Medalha de ouro |                   |                  |                  |                      | Medalha de ouro  |                   |
| 2007 | Campeonato Mundial de Ginástica Artística | Medalha de ouro  | Medalha de ouro |                   |                  |                  |                      |                  |                   |
| 2008 | Jogos Olímpicos                           | Medalha de ouro  | Medalha de ouro |                   | 4°               | Medalha de prata |                      |                  |                   |